# Darryl McDaniels
Darryl "DMC" Matthews McDaniels (31 de mayo de 1964) es un rapero estadounidense. Uno de los pioneros del hip-hop y uno de los miembros fundadores del mítico grupo Run-DMC.

## Vida y carrera
Es un rapero que creció en Queens, Nueva York y se interesó por el hip-hop después de oír discos de Grandmaster Flash & the Furious Five. En 1978, aprendió a mezclar en el sótano de la casa de sus padres usando tocadiscos y un mezclador que le había obsequiado su hermano mayor, Alford. Durante este período, adoptó al nombre artístico de "Grandmaster Get High".
Más tarde, vendió su equipamiento de DJ, después su amigo Joseph "Run" Simmons adquirió sus propios tocadiscos y mezclas. Después Jam-Master Jay, que era un mejor DJ de la región de Queens se unieron al grupo, Run animó a McDaniels a hacer rap en vez de mezclar. Gradualmente, McDaniels prefirió las rimas en vez de las mezclas, y se cambió al nombre de "Easy D". En 1981, abandonó el apellido de "Easy D" y pasó a ser llamado de "DMcD", iniciales con la que firmaba sus trabajos en la escuela, y luego lo acortó a DMC. También es conocido como las iniciales de "Devastating Mic Controller" (Controlador Devastador de Micrófono) y muchas veces está citado, en los álbumes, como Darryl Mac.
En 1984, el trío lanzó su primer álbum con el nombre de Run-DMC; que fue un enorme suceso y considerado el inicio del reconocimiento del hip-hop como género. El éxito del grupo continuó creciendo y alcanzó la cima con el tercer álbum Raising Hell. El álbum llegó al número 6 de la revista Billboard 200 y número 1 en el ranking Top R&B/Hip-Hop Albums, haciendo de Run-D.M.C. el grupo de hip-hop más popular de aquella época. Durante este período, McDaniels tomó reputación de alcohólico. Llegó a estar preso dos veces por manejar ebrio.
En 1997, tuvo depresión, se volvió extremadamente infeliz con la rutina de viajes y presentaciones. Odiaba estar lejos de su esposa y su hijo recién nacido. Durante los viajes, McDaniels percibió que su voz daba signos de cansancio y a veces desaparecía durante las presentaciones. Más tarde fue diagnosticado con disfonia espasmódica, un desorden vocal que causa agonías involuntarias en los músculos de la laringe. Él acredita que fue causada por manera agresiva que expresaba sus canciones combinado con los años de altas dosis de bebidas.
Mientras tanto, DMC comenzaba a tener diferencias creativas con sus compañeros de grupo. Fue incondicional de artistas como The Beatles, Bob Dylan y Harry Chapin, McDaniels quería un sonido más tranquilo y suave, que combinase ahora con su problemática voz. Run insistía en que el grupo debería continuar con una agresiva combinación hard rock-hip-hop por la cual el grupo era conocido. Estos desacuerdos hicieron con que McDaniels se saliera de la grabación de Crown Royal, del cual participa en apenas tres pistas.
Se sintió depresivo y suicida, McDaniels oyó la canción "Angel" de Sarah McLachlan en la radio. La canción conmovió a McDaniels tan profundamente que se inspiró a hacer un receso en su carrera y vida personal. Él afirma que la cantante McLachlan y su álbum Surfacing le salvó la vida. Bajo una nueva mirada, decidió escribir su autobiografía. Haciendo la investigación de sus primeros años en el libro, su madre, Bannah, le reveló un secreto impactante. Darryl fue adoptado cuando tenía tres años de edad. De acuerdo con Bannah, su madre natural era una mujer de la República Dominicana llamada Bernada Lovelace. También supo que nació en Harlem, Manhattan no en Queens, como siempre había pensado. Aún de niño, McDaniels sabía que no se parecía al resto de la familia. Finalmente entendió el porqué. Estas noticias lo alentarán a la búsqueda su verdadera madre. Comenzó a trabajar con la red VH1. Su autobiografía, King of Rock : Respect, Responsibility, and My Life with Run-DMC, fue lanzada en enero de 2001.
En febrero de 2006, VH1 premió el documental DMC: My Adoption Journey. El programa termina con McDaniels reunido con su verdadera madre, que en verdad se llamaba Berncenia y no era dominicana.
En marzo de 2006, McDaniels lanzó el esperado álbum solista, Checks Thugs and Rock N Roll. El primer simple, "Just Like Me", presentaba un sample de la canción "Cat's in the Cradle" de Harry Chapin cantada por su "salvadora musical", Sarah McLachlan. Durante una sesión de grabación, McLachlan reveló a McDaniels que ella también era adoptada.
En septiembre de 2006, Darryl McDaniels fue condecorado con el Premio Angels in Adoption Award por su trabajo con niños y su campaña por la adopción.
Está trabajando actualmente en una reedición de su autobiografía (la edición anterior fue escrita antes de saber que había sido adoptado) y en su segundo álbum solo, con el nombre de The Next Level. Tres pistas del nuevo álbum ("Next Level", "Hip Hop", "Beef Eater") pueden ser oídas en su página personal.
Está presente en el juego Guitar Hero: Aerosmith cantando "King of Rock" y "Walk This Way". Él también es uno de los guitarristas del juego.